# Історіометрія

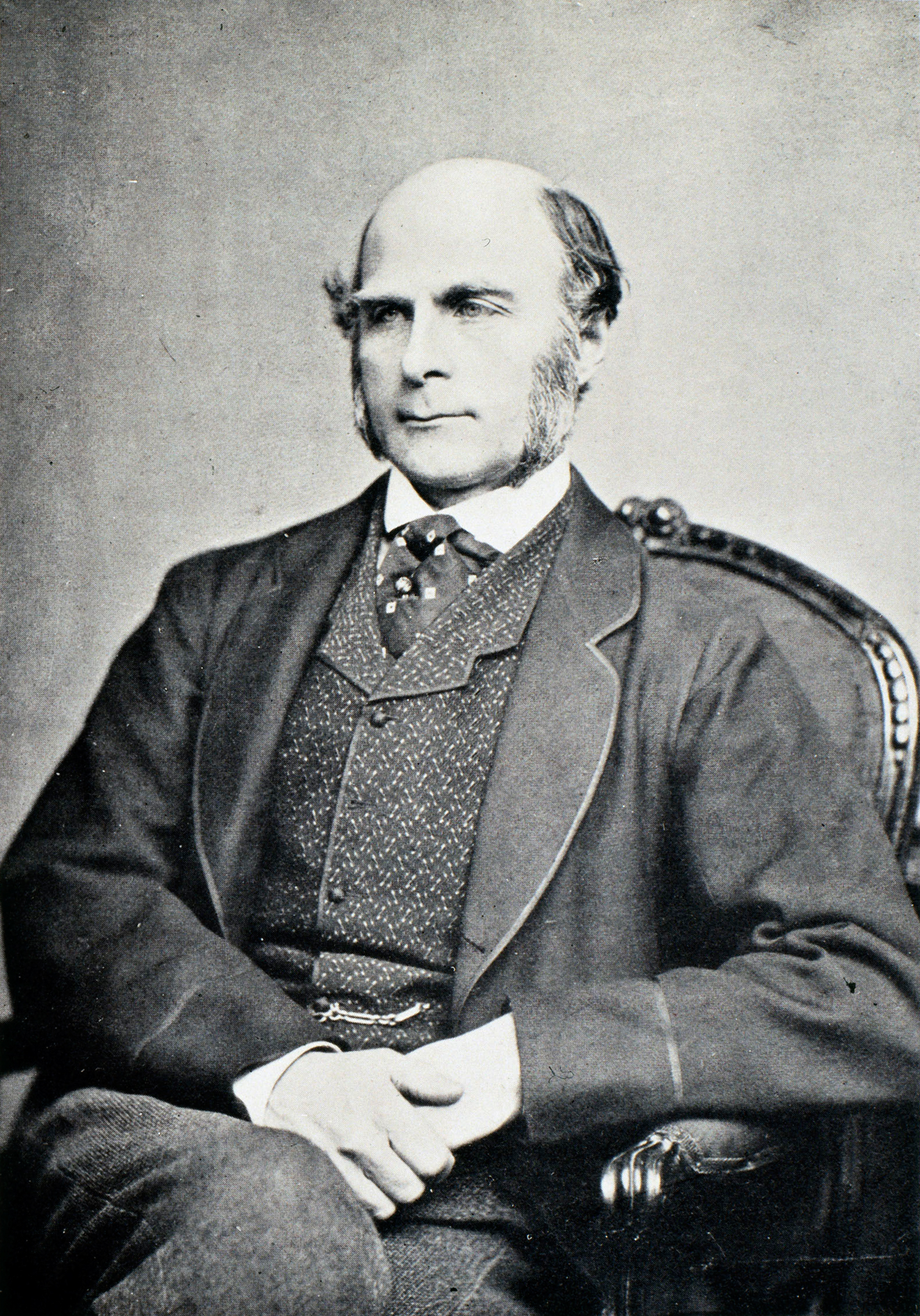
Френсіс Гальтон, один з піонерів історіометрії.

Історіометрія — це метод навчання на уроках історії. Термін утворений у 1959 році і походить від відомого терміну історіографія. Термін був створений з нагоди підготовки конспектів часу для уроків історії із спеціальним використанням горизонтальних або вертикальних ліній і служить для уточнення хронологічної послідовності. Цей метод навчання практикувався шляхом друку історіометричної карти часу «Ключові дані в координатах для загальної всесвітньої історії / 19 століття нашої ери / часи та періоди часу важливих подій», Ремшайд 1959.

## Історія
Історіометрія як метод почала застосовуватися на початку 19 століття з досліджень про взаємозв’язок між віком і досягненнями бельгійського математика Адольфа Кетле в кар’єрі видатних французьких та англійських драматургів, але саме сер Френсіс Гальтон, англійський євгеніст, популяризував історіометрію. У його праці 1869 року «Спадковий геній» (Hereditary Genius). На початку 20-го століття її розвинув Фредерік Адамс Вудс (який ввів термін історіометрія). Також психолог Пол Е. Міл опублікував кілька статей з історіометрії пізніше в своїй кар'єрі, в основному в області історії медицини, хоча він зазвичай називає її кліометричною метатеорією .

## Інтернет-ресурси
- History and Mathematics [Архівовано 14 квітня 2021 у Wayback Machine.]